# با شوهرم ازدواج کن
با شوهرم ازدواج کن (انگلیسی: Marry My Husband; کره‌ای: 내 남편과 결혼해줘) یک مجموعه تلویزیونی کره جنوبی به نویسندگی شین یو دام و با بازی پارک مین یونگ، نا این وو، لی یی کیونگ و سونگ ها یون است. این مجموعه بر پایه یک وب‌ناول با همین نام است که به صورت یک وب‌تون سریالی‌شده نیز منتشر شده‌است. این مجموعه از ۱ ژانویه تا ۲۰ فوریه ۲۰۲۴، روزهای دوشنبه و سه‌شنبه ساعت ۲۰:۵۰ (کی‌اس‌تی) از تی‌وی‌ان پخش شد. با شوهرم ازدواج کن همچنین برای استریم در تیوینگ در کره جنوبی و در آمازون پرایم ویدئو در مناطق منتخب سراسر جهان به جز کره جنوبی و چین قابل دسترسی است.

## بازیگران

### اصلی
- پارک مین یونگ در نقش کانگ جی وون[۱۰]
- نا این وو در نقش یو جی هیوک[۱۱]
- لی یی کیونگ در نقش پارک مین هوان[۱۱]
- سونگ ها یون در نقش جونگ سو مین[۱۱]
- لی گی کوانگ در نقش بک اون هو[۱۱]